# Tolomeo I dei conti di Tuscolo

Stemma dei conti di Tuscolo

Tolomeo I dei conti di Tuscolo (... – giugno 1130) è stato un nobile italiano appartenente alla dinastia dei conti di Tuscolo.

## Biografia
Tolomeo era figlio del conte di Tuscolo Gregorio III e alla sua morte, avvenuta nel 1099 subito dopo l'elezione a Papa di Pasquale II, gli succedette alla guida del casato, anche se era stato associato al potere a fianco del padre già da circa vent'anni; Tolomeo era molto vicino al Pontefice, tanto che questi, nei suoi mesi di lontananza da Roma nel 1108, gli affidò la gestione dei beni papali extraurbani. Tuttavia, proprio approfittando dell'assenza di Pasquale II, Tolomeo organizzò un'insurrezione a cui parteciparono Tuscolo, Anagni, Palestrina e la Sabina e diventò il riferimento dello schieramento filo-imperiale; nel 1111, in occasione dell'incoronazione di Enrico V di Franconia a imperatore Tolomeo era a capo delle sue truppe a Ferentino e nel 1116 condusse un attacco contro le truppe pontifice in trasferimento da Roma a Fumone presso un passo del monte Algido, sconfiggendole. Negli anni successivi continuò lo scontro tra Tolomeo e Pasquale secondo, il quale però riuscì a ottenere il controllo del Circeo e l'appoggio dell'abbazia di Grottaferrata. Tolomeo morì nel mese di giugno del 1130, lasciando il controllo della casata a Tolomeo II, figlio di lui e una certa Dulcisia e marito di Berta di Franconia, figlia dell'imperatore Enrico V.